# Dvorana Mirza Delibašić
Dvorana Mirza Delibašić je naziv za višenamjensku dvoranu s pratećim sadržajima, predviđenu za održavanje sportskih, kulturnih, poslovnih i zabavnih manifestacija. Dvorana je dobila ime po Mirzi Delibašiću, najvećem bosanskohercegovačkom košarkašu. Nalazi se u samom centru Sarajeva, na lijevoj obali Miljacke, a izgrađena je 29. listopada 1969. Površina ukupnog centra je 70.000 m2, a sama dvorana ima kapacitet oko 6500 sjedećih mjesta. Dom je lokalnog košarkaškog kluba Bosna. 

## Vanjske poveznice
- Službena stranica